# Historia de la oveja doméstica

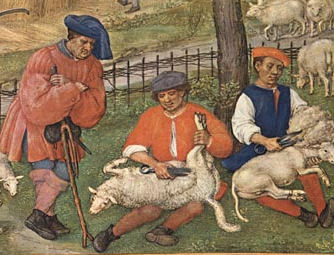
«Esquiladores de ovejas» (Breviario Grimani, ca. 1510).

Las ovejas son uno de los primeros animales que han sido domesticados por los humanos. La historia de la oveja doméstica se remonta a entre el 11000 y el 9000 a. C. con la domesticación del muflón salvaje en la antigua Mesopotamia. Estas ovejas fueron criadas principalmente para obtener carne, leche y pieles. La cría de ovejas por su lana comenzó a desarrollarse alrededor del 6000 a. C. en Irán, y culturas como la de los persas se basaron en la lana de oveja para el comercio. Posteriormente se realizó la exportación a África y Europa a través del comercio.

## Antepasados salvajes

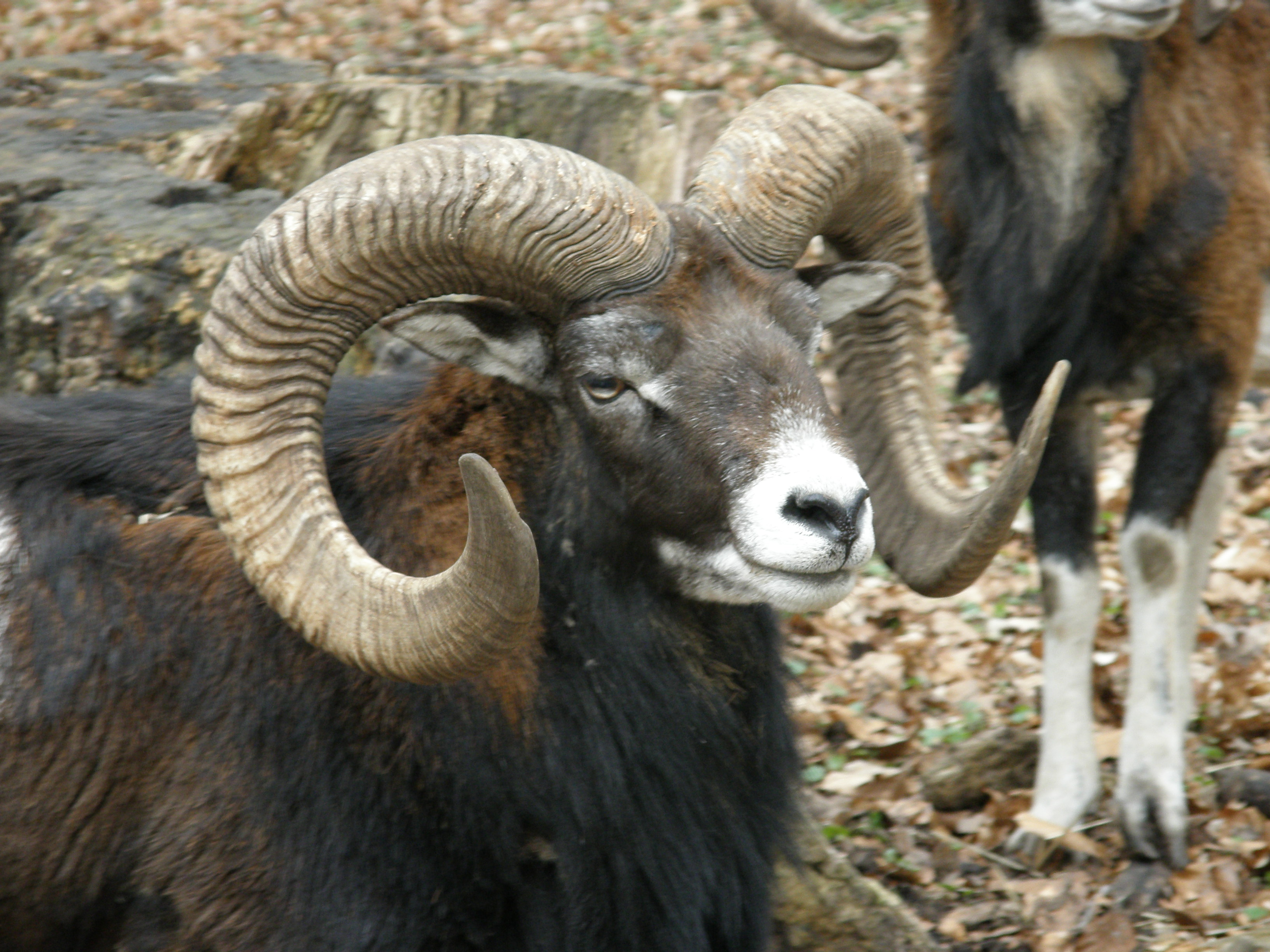
Se cree que el muflón asiático es el antepasado salvaje de la oveja doméstica.

La línea exacta de la descendencia entre las ovejas domésticas a sus antepasados salvajes no está claro. La hipótesis más común afirma que Ovis orientalis aries desciende de los muflones asiáticos (O. orientalis). Se ha propuesto que el muflón europeo (O. musimon) es una antigua raza de ovejas domésticas se volvió silvestre, a pesar de habitualmente se le citaba como ancestro con anterioridad. Algunas razas de ovejas, como la castlemilk moorit de Escocia, se crearon a través de cruzamientos con muflones europeos salvajes.
Se creía que el urial (O. vignei) era un antepasado de las ovejas domésticas, ya que en ocasiones se cruzan con los muflones en la parte iraní de su distribución, pero el urial, el argalí (O. ammon) y la oveja de las nieves (O. nivicola) difieren en el número de cromosomas de otras especies del género Ovis, haciendo imposible una relación directa y los estudios filogenéticos no muestran ninguna evidencia de ascendencia del urial. Otros estudios que compararon las razas ovinas europeas y asiáticas mostraron diferencias genéticas significativas entre ambas, lo que generó dos hipótesis: la primera es que una especie o subespecie desconocida de oveja salvaje contribuyó a la aparición de las ovejas domésticas, la segunda es que su origen es el resultado de múltiples variedades extintas del muflón salvaje, de forma similar al desarrollo conocido de otros tipos de ganado.

## En Asia

### Domesticación
Las ovejas fueron uno de los primeros animales en ser domesticados por el ser humano, aproximadamente entre el 11000 y el 9000 a. C., en Mesopotamia. Sus parientes salvajes tenían algunas características que las hacía especialmente adecuadas para la domesticación, como su relativamente poca agresividad, un tamaño manejable, una pronta madurez sexual, su carácter gregario o su alta tasa de reproducción. Actualmente Ovis aries es un animal totalmente domesticado que depende en gran medida del ser humano para su salud y supervivencia. Aunque existen ovejas silvestres, se limitan exclusivamente a zonas carentes de grandes depredadores (generalmente islas) y no en la proporción de la que existe de caballos salvajes, cabras, cerdos o perros, aunque algunas poblaciones salvajes han permanecido aisladas lo suficiente como para ser reconocidas como razas distintas.
La cría de ovejas para productos secundarios y el desarrollo razas para su obtención comenzó en el sudoeste de Asia o Europa occidental. Inicialmente se criaron únicamente para obtener carne, leche y pieles. Evidencias arqueológicas en forma de esculturas encontradas en Irán indican que la selección de ovejas para obtener lana podría haber comenzado alrededor del 6000 a. C., y las primeras prendas tejidas con lana datan de dos o tres mil años más tarde. Cuando una oveja se sacrificaba por su carne, la piel se curtía y se usaba como una especie de túnica. Los investigadores creen que el desarrollo de estas prendas de vestir permitió a los seres humanos vivir en zonas mucho más frías que el Creciente Fértil, la región origen de su domesticación, donde las temperaturas eran de 21 °C de media.
Molares y huesos de ovejas encontrados en el antiguo asentamiento de Çatalhöyük, al sur de la península de Anatolia, sugieren que poblaciones de ovejas domésticas pudieron establecerse en la zona. Por ese período de la Edad del Bronce, ovejas con las principales características de las razas modernas ya se habían generalizado por toda Asia Occidental. Los habitantes de la antigua ciudad de Jeitun, en torno al 6000 a. C., criaban ovejas y cabras como ganadería primaria. También hay numerosas identificaciones de pastoreo nómada en diversos yacimientos arqueológicos caracterizados por una prevalencia de restos de huesos ovinos, una carencia de restos de grano o de utensilios de tratamiento del grano, una arquitectura muy limitada, localización alejada de la zona agricultura de la región y una analogía etnográfica con los pueblos pastores nómadas modernos.

### Época moderna

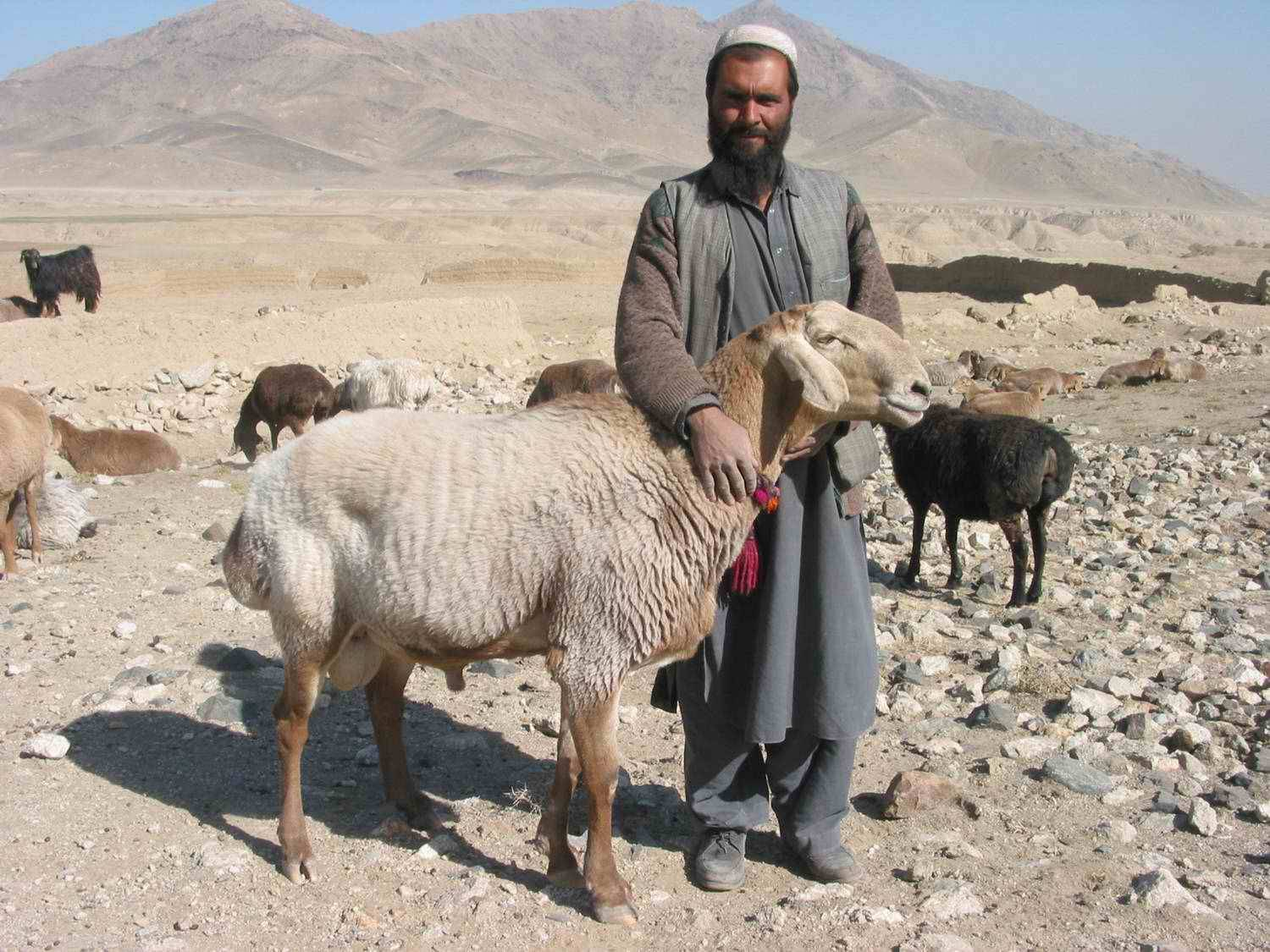
Pastor con una oveja de cola gruesa en las laderas de una montaña de Afganistán.

#### Oriente Medio
Hay una paulatina pero constante disminución de pastores nómadas y seminómadas en países como Arabia Saudita (probablemente menos del 3 %), Irán (4 %) y Afganistán (máximo 10 %).

#### India
En la India se desarrollaron programas para mejorar la productividad y calidad de la raza de oveja nativa desi, cruzándola con merinas y otras razas de lana de alta calidad.

#### China
Las ovejas se introdujeron en China sobre el 4500 AP. El país cuenta con una larga historia en la cría de ovejas, con numerosas razas indígenas. Su cabaña ha experimentado un incremento notable, pasando de 60 millones de cabezas en 1961 a 101 millones en 1980 y duplicando esta cantidad en 2014, convirtiéndose en la mayor cabaña ovina actual con 202,16 millones de cabezas, el 16,7 % del total mundial.

#### Japón
El gobierno japonés alentó a los agricultores a criar ovejas a lo largo del siglo XIX. Los programas de cría de ovejas comenzaron a importar yorkshire, berkshire, merinas españolas y numerosas razas de ovinos de China y Mongolia, alentados por la promoción gubernamental. Sin embargo, la falta de conocimiento por parte del agricultor de como mantenerlas con éxito y el fracaso del gobierno a la hora de proporcionar información a los importadores condujeron al fracaso del proyecto, abandonándose en 1888. En 2014 la FAO indicaba la existencia de solamente unas 13 000 cabezas de ganado ovino en Japón.

#### Mongolia
La cría de ovejas ha sido una de las principales actividades económicas y estilo de vida de los mongoles durante milenios. Los modelos tradicionales y la ciencia moderna de la cría están bien desarrollados. Las ciencias de selección y veterinaria mongolas clasifican los rebaños del país por la longitud, finura y suavidad de la fibra de la lana, la capacidad de sobrevivir a distintas alturas, su apariencia física, la forma de la cola, el tamaño y otros criterios. Las razas ovinas mongolas más comunes son las de cola gruesa, como la khalkh, la baidrag, la bayad o la uzemchin.
Se lleva a cabo un censo anual de todos los animales domésticos del país. A finales de 2017, el censo registraba más de 30 millones de ovejas, el 45,5 % del ganado local.

## En África
Las ovejas llegaron al continente africano poco después de su domesticación en Asia occidental. Las primeras ovejas llegaron al norte de África a través del Sinaí y estaban presentes en la sociedad del Antiguo Egipto hace entre siete y ocho mil años. Las ovejas siempre han formado parte de la agricultura de subsistencia en África y en la actualidad Nigeria y Sudán están entre los países con un mayor número de cabezas del mundo, con unos cuarenta millones en 2014.
En Etiopía hay algunas variedades de razas autóctonas. Se ha intentado clasificar las ovejas sobre la base de factores tales como la forma de la cola y el tipo lana y H. Epstein realizó una clasificación dividiendo las razas en 14 tipos en función de estos dos factores. Sin embargo en 2002 un análisis genético reveló que solo hay cuatro variedades distintas.
Una minoría de historiadores postularon una controvertida teoría sobre el origen africano de Ovis aries, basándose principalmente en la interpretación de manifestaciones de arte rupestre y evidencias osteológicas de arruis (Ammotragus lervia).

## En Europa

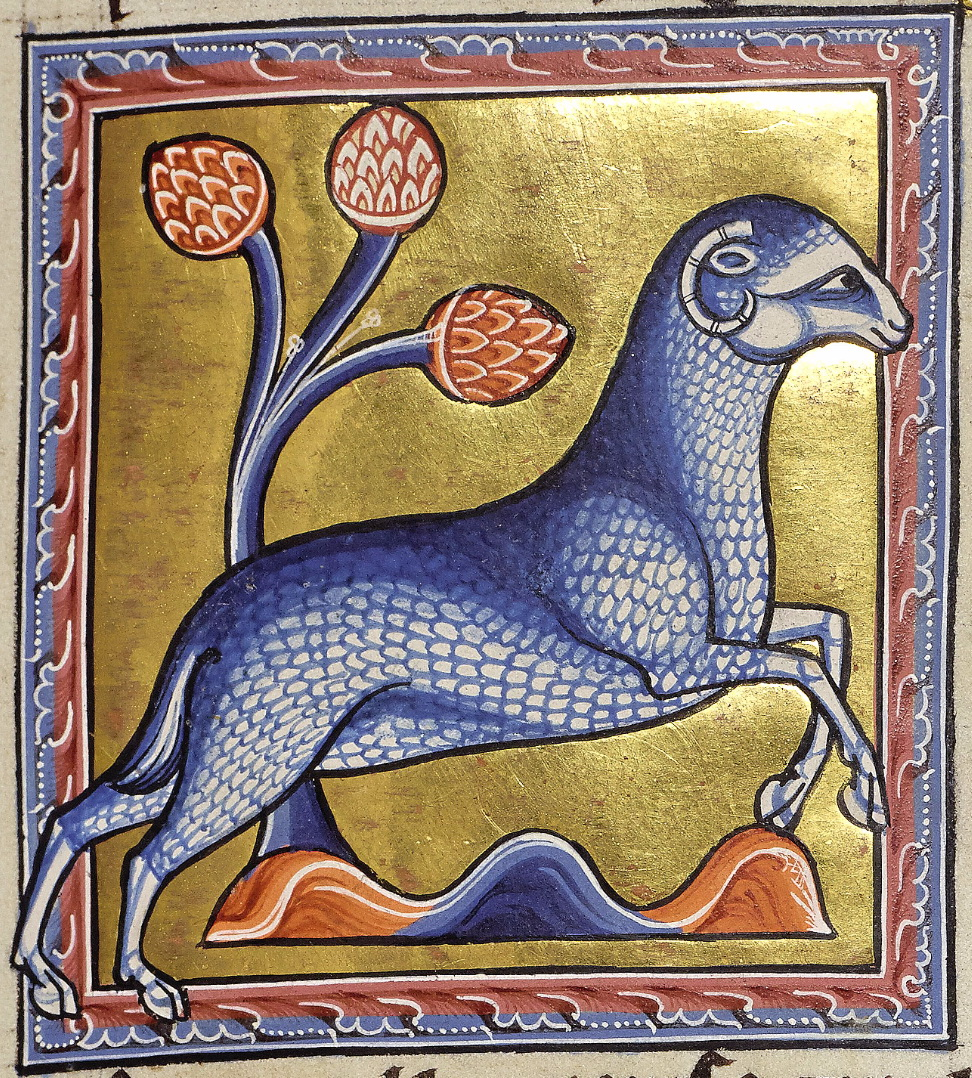
Representación de un carnero en el Bestiario de Aberdeen, un manuscrito ilustrado del.

La ganadería ovina se extendió rápidamente desde el suroeste asiático a Europa. Existen excavaciones que muestran que durante el Neolítico, alrededor del 6000 a. C., los castelnoviens, habitantes de Châteauneuf-les-Martigues (cerca de la actual Marsella), al sur de Francia, fueron de los primeros en Europa en mantener rebaños de ovejas domésticas. Prácticamente desde sus inicios, la civilización de la Antigua Grecia el ovino era su principal ganado, e incluso se decía que daban nombre a cada una de sus ovejas. El Imperio romano crio ovejas a gran escala y los romanos fueron un agente importante en la propagación de la ganadería ovina a través de gran parte de Europa. Plinio el Viejo, en su Naturalis historia, habla extensamente acerca de las ovejas y la lana. Además de declaraciones como «También debemos muchas gracias a las ovejas, tanto para apaciguar a los dioses como para darnos el uso de su lana», Plinio también detalla las razas de la época y la variedad de colores, longitudes y calidades de la lana. Los romanos también fueron pioneros en la práctica de cubrir las ovejas, una técnica consistente en poner una especie de chaqueta ajustada (en la actualidad de nailon) a la oveja para mejorar la limpieza y el brillo de su lana. Durante la ocupación romana de las islas británicas se estableció una gran fábrica de procesamiento de lana en Winchester, Inglaterra, en torno al año 50 d. C.
Hacia el año 1000, Inglaterra y España eran reconocidas como los principales centros de producción ovina de Occidente. Como los criadores originales de la oveja merina, una raza de lana de gran calidad que históricamente ha dominado el comercio de la lana, los españoles obtuvieron grandes riquezas. Los fondos provenientes de este comercio financiaron en gran medida a los monarcas españoles y por lo tanto los viajes de los conquistadores al Nuevo Mundo. La poderosa Mesta (su nombre completo era Honrado Concejo de la Mesta de Pastores) fue una asociación de propietarios de ovejas constituida principalmente por ricos comerciantes de España, el clero católico y la nobleza que controlaba los rebaños merinos. En el siglo XVII, la Mesta poseía más de dos millones de ovejas merinas. Los rebaños de la Mesta seguían un patrón estacional de trashumancia por toda España. En primavera dejaban los pastos de invierno (invernaderos) en Extremadura y Andalucía para dirigirse a los pastos de verano (agostaderos) en Castilla y posteriormente regresar al sur en otoño. Los monarcas españoles, deseosos de aumentar los beneficios del comercio de la lana, otorgaron amplios derechos legales a la Mesta, a menudo en detrimento del campesinado local. Los enormes rebaños merinos tenían un derecho legal de paso en sus rutas migratorias (cañadas). Las ciudades y pueblos estaban obligados por ley a permitir que los rebaños pastaran en las tierras municipales y la Mesta tenía sus propios alguaciles, que podían citar a las personas que hubieran cometido ofensas a sus propios tribunales.
La exportación de merinas sin permiso real también era un delito punible, garantizando así un monopolio casi absoluto sobre esta raza hasta mediados del siglo XVIII, pero después de que fuera abolida la prohibición de su exportación, se inició la distribución de ovejas de lana fina por todo el mundo. La exportación de merinas a Rambouillet llevada a cabo por Luis XVI de Francia en 1786 sirvió de base para la cría de la raza rambouillet moderna (o merina francesa). Después de las Guerras Napoleónicas y la distribución global de los otrora exclusivos valores de las merinas españolas, la ganadería ovina en España volvió a otras razas autóctonas como la churra y ya no tuvo el alcance económico internacional anterior.
La ganadería ovina española era un ejemplo de gestión de rebaños migratorios, con grandes rebaños homogéneos a lo largo de todo el país. El modelo de gestión utilizado en Inglaterra era bastante diferente, aunque tenía una importancia similar para la economía británica. Hasta principios del siglo XX el contrabando de lana o de ovejas fuera del país era un delito punible y aún hoy en día el Lord Speaker de la Cámara de los Lores se sienta sobre un cojín conocido como el Woolsack. La alta concentración de la ganadería ovina del Reino Unido y su naturaleza más sedentaria permitió la cría de ovejas especialmente adaptadas para un uso y una región determinados, lo que ha generado una excepcional variedad de razas en proporción a la extensión del país. Esta mayor variedad de razas también produjo una importante variedad de productos con los que competir con la lana extrafina de las ovejas españolas. Durante el reinado de Isabel I, el comercio de lana y ovejas era la principal fuente de ingresos por impuestos de la Corona de Inglaterra y el país tenía una gran influencia en el desarrollo y la difusión de la ganadería ovina.
Un importante acontecimiento, no sólo en la historia de las ovejas domésticas sino en la de toda la ganadería, fue el trabajo desarrollado por Robert Bakewell en el siglo XVIII. Antes él, la aparición de características deseables en las nuevas razas se basaba en el azar, sin la utilización de ningún proceso científico para la selección de los animales de cría. Bakewell estableció los principios de la cría selectiva —especialmente la de ciertos linajes— en su trabajo con ovejas, caballos y vacas y su obra influenció posteriormente a científicos como Gregor Mendel y Charles Darwin. Su contribución al desarrollo del ganado ovino fue la creación de la leicester longwool, una raza de crecimiento rápido y constitución robusta que sirvió de base para muchas de las razas modernas más importantes. Hoy en día la industria ovina en el Reino Unido ha disminuido de forma significativa.

## En América

### América de Norte

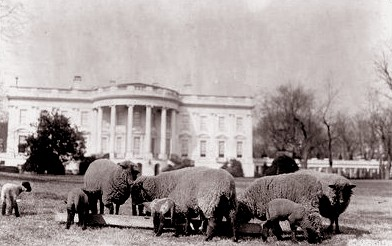
Ovejas pastando en el jardín sur de la Casa Blanca (c. 1918).

Ninguna de las especies ovinas nativas de América ha sido domesticada, a pesar de estar más cerca genéticamente a las ovejas domésticas que muchas especies de Asia y Europa. La primera oveja doméstica en América del Norte —probablemente de la raza churra— llegó en el segundo viaje de Colón en 1493. El siguiente transporte trasatlántico fue con la llegada de Hernán Cortés a México en 1519. No se tiene conocimiento de ninguna exportación de lana o animales a partir de estas poblaciones, pero se difundieron con los colonizadores españoles a través de lo que hoy es México y el suroeste de Estados Unidos. Las churras se introdujeron en la tribu amerindia de los navajo y se convirtieron en un importante elemento de su cultura y estilo de vida. La actual raza navajo-churra es el resultado de esta herencia.
El siguiente transporte del que se tiene constancia no llegó hasta 1607, con el viaje del buque Susan Constant a Virginia. Sin embargo, todas las ovejas que llegaron ese año fueron sacrificadas a causa de una hambruna y no hubo un rebaño permanente en la colonia hasta dos años más tarde, en 1609. En las dos décadas posteriores los colonos ya habían ampliado su rebaño a un total de 400 cabezas y durante la década de 1640 había alrededor de 100.000 cabezas de ganado ovino en las Trece Colonias. En 1662 se construyó un molino de lana en Watertown (Massachusetts).
Especialmente en el período de inestabilidad política y guerra civil en Gran Bretaña en las décadas de 1640 y 1650, durante el cual se interrumpió el comercio marítimo, los colonos se vieron presionados para producir lana para la confección de ropa. En muchas islas cercanas a la costa se llevaron a cabo purgas de depredadores y se reservaron para las ovejas, como en el caso de Nantucket, Long Island, Martha's Vineyard y pequeñas islas en el puerto de Boston. Todavía quedan algunas especies raras de ovejas, como la hog island, que son resultado de estos rebaños insulares. La cría de ovejas y cabras semisalvajes en las islas era una práctica común durante la colonización en este período. En un principio el gobierno británico prohibió la exportación de ovejas a América, o la importación de lana americana, en un intento de sofocar cualquier amenaza al comercio de la lana de las islas británicas, lo que fue una de las muchas medidas comerciales restrictivas que precipitaron la Revolución de las Trece Colonias. La industria ovina que se desarrollaba al noreste creció a pesar de las prohibiciones.
A partir de principios del siglo XIX la ganadería ovina de Estados Unidos se desplazó gradualmente hacia el oeste. Actualmente la gran mayoría de sus rebaños ovinos se encuentran en tierras del oeste del país. Durante esta migración hacia el oeste, la competencia entre los dueños de rebaños ovejas y los de vacas acabó desembocando en numerosos y violentos enfrentamientos. Aparte de la competencia por los derechos sobre los pastos y el agua, los ganaderos bovinos creían que las secreciones de las glándulas de las patas de las ovejas hacían que las vacas no quisieran pastar en los lugares por donde habían pasado las ovejas.

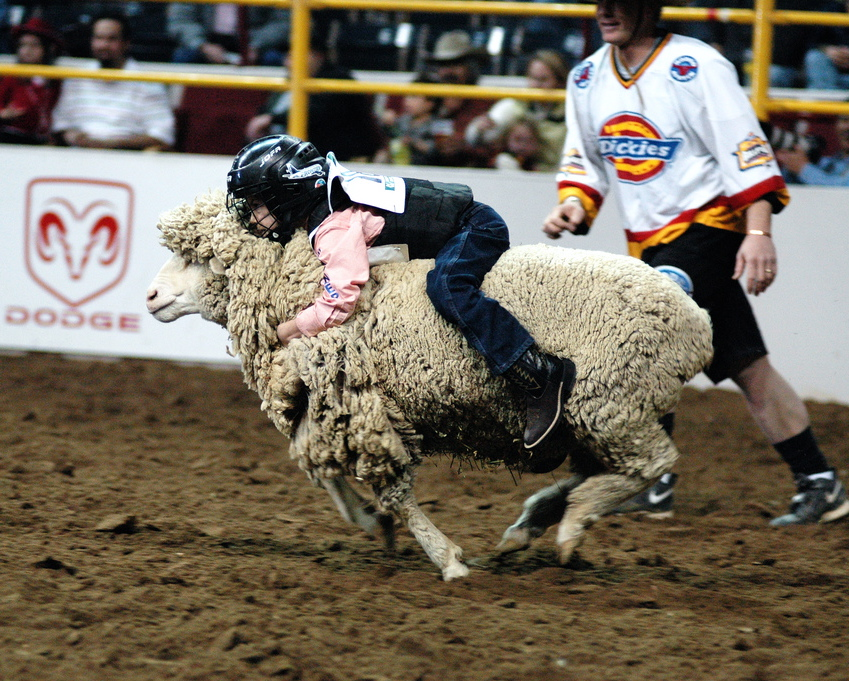
Mutton busting durante un rodeo en Denver, Colorado.

A medida que la ganadería ovina se asentaba en la parte occidental de los Estados Unidos, se fue incorporando a otros elementos de la cultura occidental, como el rodeo. En la actualidad un evento menor en los rodeos estadounidenses es el denominado mutton busting, en el que los niños compiten para ver quién puede mantenerse durante más tiempo sobre una oveja sin caerse. Otra consecuencia del movimiento hacia el oeste de los rebaños de ovejas en América del Norte fue el declive de algunas especies salvajes como el borrego cimarrón (Ovis canadensis). La mayoría de las enfermedades de las ovejas domésticas son transmisibles a los ovinos salvajes y este tipo de enfermedades, junto con el sobrepastoreo y la pérdida de hábitats, están considerados como los principales factores del drástico descenso de los ovinos salvajes. La producción ovina alcanzó su punto máximo en América del Norte durante las décadas de 1940 y 1950, con más de 55 millones de cabezas. En 2013 el número de ovejas en los Estados Unidos era el 10 % de lo que había sido a finales de los años 1940. En 2014, la FAO indicaba la existencia de un total de unos 15 millones de cabezas en América del Norte, contando Canadá, Estados Unidos y México.

### América del Sur

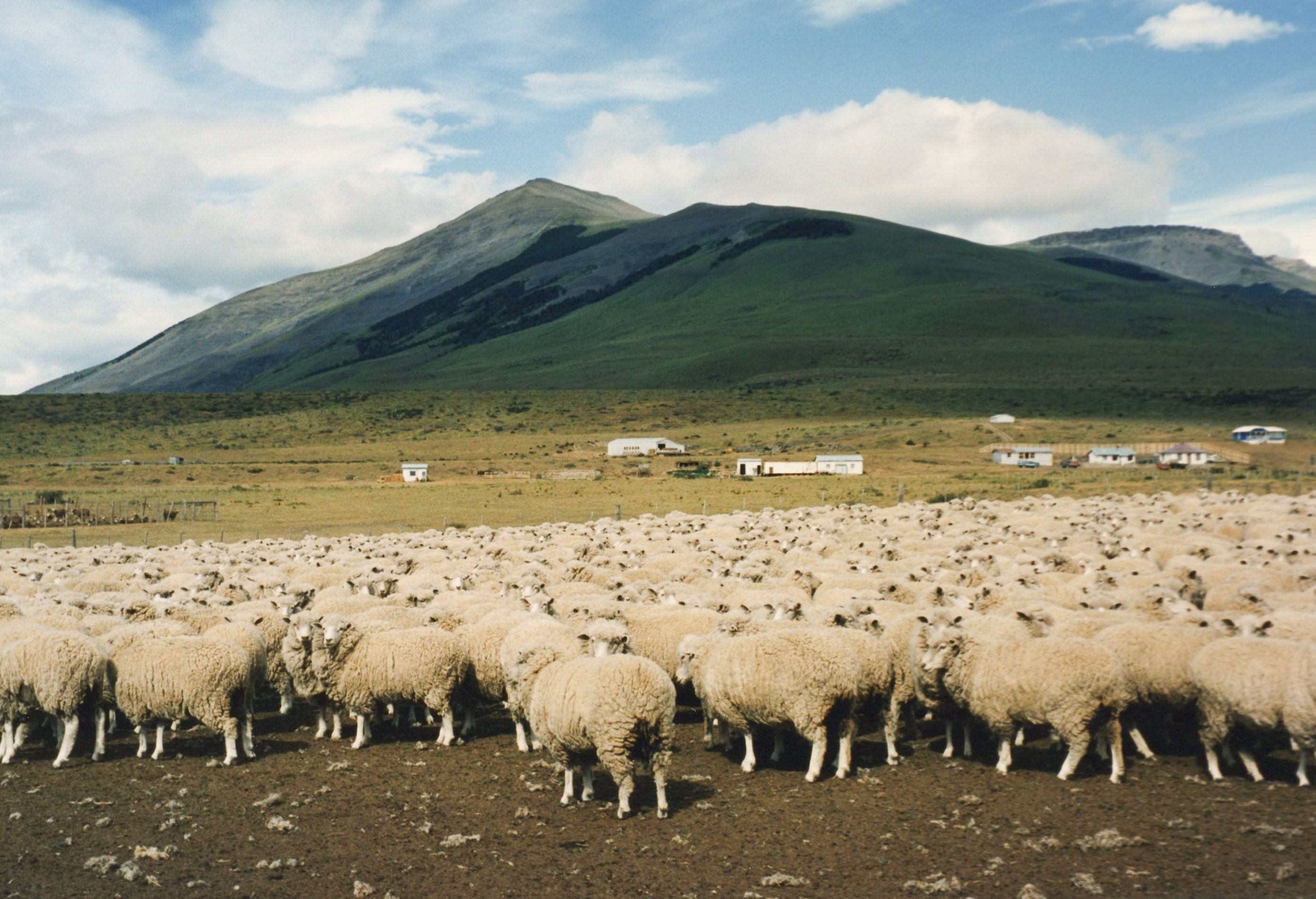
Rebaño de ovejas en Chile.

En América del Sur, especialmente en la Patagonia, hay una industria ovina activa y moderna. La ganadería ovina se introdujo sobre todo a través de la inmigración al continente por los españoles y los británicos, para los que la ovina era una gran industria por aquella época. En América del Sur hay un gran número de ovejas, aunque el país con mayor número de cabezas, Brasil, contaba con menos de 18 millones de cabezas en 2014, muy lejos de los principales productores ovinos del mundo.
Los principales desafíos para la industria ovina sudamericana son la drástica caída de los precios de la lana a finales del siglo XX y la pérdida de hábitats debida a la explotación forestal y el sobrepastoreo. La región más influyente en esta ganadería a nivel internacional la Patagonia, que ha sido la primero en recuperarse de la caída de los precios de la lana. Con pocos depredadores y casi ninguna competencia por los pastos (el único animal nativo que pasta es el guanaco), esta región es idónea para la cría de ovejas. La zona de producción más importante es la que rodea el río de la Plata en la región pampeana. La producción ovina en la Patagonia alcanzó su punto máximo en 1952, con más de 21 millones de cabezas, pero ha caído de manera constante a menos de diez en el año 2000. La mayoría de las operaciones se centran en la producción de lana de las razas merina y corriedale para la exportación; la sostenibilidad económica de los rebaños de ovejas de lana ha disminuido sustancialmente con la caída de los precios, mientras que la industria bovina sigue creciendo.

## En Australia y Nueva Zelanda

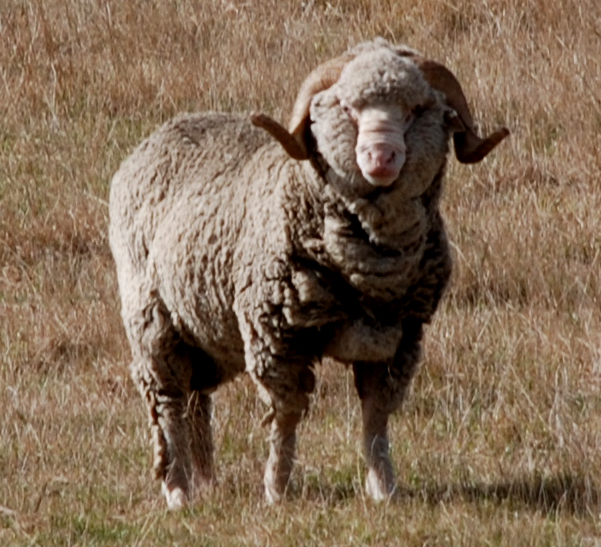
Una merina neozelandesa.

Australia y Nueva Zelanda juegan un importante papel en la industria ovina contemporánea y las ovejas son un elemento icónico de su cultura y economía. Nueva Zelanda tiene la mayor densidad de ovejas per cápita y Australia es el mayor exportador de ovejas del mundo. En 2007, Nueva Zelanda incluso declaró el 15 de febrero como National Lamb Day (Día Nacional del Cordero) para conmemorar la tradición de la ganadería ovina del país.
La conocida como Primera Flota transportó la población inicial de setenta ovejas desde el cabo de Buena Esperanza a Australia en 1788. El siguiente transporte fue de treinta ovejas provenientes de Calcuta e Irlanda en 1793. Todas estas ovejas llevadas inicialmente a Australia se utilizaban exclusivamente para las necesidades alimenticias de las colonias penales. Gracias a las peticiones del Capitán John Macarthur, en 1797 se importaron dieciséis ovejas merinas españolas, comenzando así la industria ovina australiana En 1801, Macarthur tenía ya mil ovejas y en 1803 exportó 111 kg de lana a Inglaterra. Los inicios de la industria lanera australiana fueron gracias a la visión y los esfuerzos de Macarthur, al que actualmente se le considera el padre de la industria ovina australiana.
El crecimiento de la ganadería ovina en Australia fue explosivo. En 1820, había en el continente cien mil ovejas y una década más tarde ya había un millón. En 1840, solo en Nueva Gales del Sur había cuatro millones de cabezas, número que ascendió a trece millones una década después. Aunque gran parte del crecimiento producido en Australia y Nueve Zelanda fue gracias al apoyo activo de Gran Bretaña para conseguir lana, ambos países trabajaron de forma independiente para desarrollar nuevas razas de gran producción: corriedale, coolalee, coopworth, perendale, polwarth, booroola merina, peppin merina o poll merina fueron todas creadas en Nueva Zelanda o Australia. La producción de lana era una industria idónea para las colonias situadas lejos de sus países de origen. Antes de la aparición del transporte rápido marítimo y aéreo, la lana era uno de los pocos productos viables que no era susceptible a echarse a perder durante los largos trayectos hasta los puertos británicos. La abundancia de nuevos y extensos terrenos y los inviernos más suaves de la región también contribuyeron al crecimiento de la industria ovina de Australia y Nueva Zelanda.
Los rebaños australianos siempre se han mantenido fundamentalmente en terrenos vallados, con destino a la producción de lana de calidad de media a superfina para prendas de vestir y otros productos, así como para carne. Los de Nueva Zelanda se gestionan de una manera similar a los ingleses, en explotaciones cercadas y sin pastores. Aunque la lana fue en su día la principal fuente de ingresos para los propietarios de ovejas de Nueva Zelanda, hoy se ha desplazado a la producción de carne para la exportación.